# Miroslav Jureňa

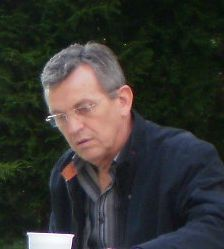
Miroslav Jureňa (2010)

Miroslav Jureňa (* 17. Juni 1954 in Bratislava) ist ein slowakischer Politiker.
Er ist Mitglied der ĽS-HZDS und war bis November 2007 Landwirtschaftsminister der Fico-Regierung, die nach den Wahlen von 2006 gebildet wurde.